# Hogs Back Brewery Ltd
Hogs Back Brewery Ltd, bryggeri i Tongham, Surrey, Storbritannien. Bryggeriet invigdes 1992.

## Exempel på varumärken
- TEA eller Traditional English Ale
- X-Hibition Stout
- Hop Garden Gold